# 세계시민주의
세계시민주의(世界市民主義, Cosmopolitanism) 또는 사해동포주의(四海同胞主義)는 이성을 공유하는 것으로서, 전 인류를 동포로 보는 입장이다. 사람은 모두 세계의 시민이라는 견해이다. 고대·중세에도 존재했으나 현대에서는 민족의 독립, 민족의 이익, 민족의 문화나 전통을 무시하고 국가나 민족을 초월한 인류의 연대를 내세우는 사상이 되었다.

## 어원
그리스어 κόσμος, kosmos, i.e. "세계" 와 πολίτης, polites, i.e. "시민"에서 유래된 κοσμοπολίτης, kosmopolites, i.e. "세계의 시민"에서 유래됐다.

## 철학에서의 세계시민주의
키니코스 학파는 당시의 국가 대립, 인종·귀천의 차별 등의 불합리한 습관에 대하여 만인은 똑같이 영지의 법칙에 따라야 한다고 주장하였다.
스토아 학파에서도 존재의 본질은 인간이성이고 인간은 이성에서 평등하고 이성의 법칙에 따르고 동일한 권리의무를 갖고 있다고 하였다.
근대에서는 칸트의 보편적 인류공동체의 이념이다. 이들은 일반적으로 인류를 이성적 국가 밑에 포섭하려는 사상이다.
기독교의 종교 세계시민주의도 모든 민족·국가·혈통·빈부의 차별을 넘어서 신 앞에 평등한 것으로서 인간을 본다.

## 정치학에서의 세계시민주의
정치적으로 세계시민주의는 국민주의에 대한 것으로서, 현존하는 여러 국가가 해소 혹은 개혁되어서 국가간의 대립항쟁이 없어지고, 유일한 세계연방이 실현되어 전 인류가 그 시민으로 되는 것을 이상으로 하는 주의를 말한다. 따라서 국가 내지 민족의 횡적 관계에서의 협조를 기초로 하고 국제주의와는 구별된다.

## 같이 보기
- 반민족주의
- 반애국주의
- 교차문화주의
- 민주 세계화
- 시노페의 디오게네스
- 유럽주의
- 유라시아주의
- 존재 이주
- 세계 시민권
- 세계 정의
- 세계화
- 상호문화주의
- 자유주의
- 다문화주의
- 애국주의
- 정처 없는 세계시민
- 다국적주의
- 코스모폴리탄적 민족주의
- 유엔
- 유엔 의회 회의
- 우주민,차원민,시간민

## 참고 자료
- Anderson, Amanda (1998). "Cosmopolitanism, Universalism, and the Divided Legacies of Modernity". In Cosmopolitics: Thinking and Feeling beyond the Nation, edited by P. Cheah and B. Robbins. Minneapolis and London: University of Minnesota Press.
- Ankerl, Guy (2000). 《Global communication without universal civilization》. INU societal research. Vol.1: Coexisting contemporary civilizations : Arabo-Muslim, Bharati, Chinese, and Western. Geneva: INU Press. ISBN 2-88155-004-5.
- Appiah, Kwame Anthony (2006). Cosmopolitanism: Ethics in a world of strangers. New York: W. W. Norton and Co.
- Archibugi, Daniele and Held, David editors, (1995). Cosmopolitan Democracy. An Agenda for a New World Order. Cambridge: Polity Press.
- Barua,M. (2013). “Circulating elephants: unpacking the geographies of a cosmopolitan animal”. 《Transactions of the Institute of British Geographers》 0: dx.doi.org/10.1111. 2013년 12월 21일에 확인함.
- Beck, Ulrich (2005). Power in the Global Age, Cambridge: Polity Press.
- Brock, Gillian and Brighouse, Harry (2005) The Political Philosophy of Cosmopolitanism, edited by Cambridge University Press.
- Caney, Simon (2010). "Cosmopolitanism" in Duncan Bell (ed.), Ethics and World Politics (Oxford University Press)
- James, Paul (2014). 《Globalization and Politics, Vol. 4: Political Philosophies of the Global》. London: Sage Publications.
- Kleingeld, Pauline; Brown, Eric.  Edward N. Zalta, 편집. 《Cosmopolitanism》 Fall 2002판. The Stanford Encyclopedia of Philosophy.
- Martell, Luke (2008). "Cosmopolitanism and Global Politics" Political Quarterly
- Miller, Michael L. and Ury, Scott, ed. Cosmopolitanism, Nationalism and the Jews of East Central Europe. ISBN 978-1138018525
- Palmer, Tom G. (2008). 〈Cosmopolitanism〉.   Hamowy, Ronald. 《The Encyclopedia of Libertarianism》. Thousand Oaks, CA: SAGE; Cato Institute. 107–9쪽. ISBN 978-1-4129-6580-4. LCCN 2008009151. OCLC 750831024.
- Robbins, Bruce (1998). "Comparative Cosmopolitanisms". In Cosmopolitics: Thinking and Feeling beyond the Nation, edited by P. Cheah and B. Robbins. Minneapolis and London: University of Minnesota Press.